# Stavropol
Stavropol (tiếng Nga: Ставрополь, tiếng Adyghe: Пхъэгъуалъ, Чэткъал) là một thành phố nằm ở phía tây nam Nga và là trung tâm hành chính của Vùng Stavropol. Dân số: 354.867 (2002 điều tra dân số). Dân số qua các thời kỳ: 398,266 (Điều tra dân số 2010); 354,867 (Điều tra dân số 2002); 318,298 (Điều tra dân số năm 1989).

## Khí hậu
Stavropol có khí hậu cận nhiệt đới ẩm (phân loại khí hậu Köppen Cfa).
| Dữ liệu khí hậu của Stavropol           | Dữ liệu khí hậu của Stavropol | Dữ liệu khí hậu của Stavropol | Dữ liệu khí hậu của Stavropol | Dữ liệu khí hậu của Stavropol | Dữ liệu khí hậu của Stavropol | Dữ liệu khí hậu của Stavropol | Dữ liệu khí hậu của Stavropol | Dữ liệu khí hậu của Stavropol | Dữ liệu khí hậu của Stavropol | Dữ liệu khí hậu của Stavropol | Dữ liệu khí hậu của Stavropol | Dữ liệu khí hậu của Stavropol | Dữ liệu khí hậu của Stavropol |
| Tháng                                   | 1                             | 2                             | 3                             | 4                             | 5                             | 6                             | 7                             | 8                             | 9                             | 10                            | 11                            | 12                            | Năm                           |
| --------------------------------------- | ----------------------------- | ----------------------------- | ----------------------------- | ----------------------------- | ----------------------------- | ----------------------------- | ----------------------------- | ----------------------------- | ----------------------------- | ----------------------------- | ----------------------------- | ----------------------------- | ----------------------------- |
| Cao kỉ lục °C (°F)                      | 16.7 (62.1)                   | 20.9 (69.6)                   | 30.2 (86.4)                   | 35.0 (95.0)                   | 32.5 (90.5)                   | 36.3 (97.3)                   | 38.6 (101.5)                  | 39.7 (103.5)                  | 37.3 (99.1)                   | 34.2 (93.6)                   | 24.8 (76.6)                   | 21.9 (71.4)                   | 39.7 (103.5)                  |
| Trung bình ngày tối đa °C (°F)          | 1.2 (34.2)                    | 1.7 (35.1)                    | 7.3 (45.1)                    | 15.5 (59.9)                   | 20.5 (68.9)                   | 24.9 (76.8)                   | 28.2 (82.8)                   | 28.0 (82.4)                   | 22.4 (72.3)                   | 15.3 (59.5)                   | 7.5 (45.5)                    | 2.9 (37.2)                    | 14.6 (58.3)                   |
| Trung bình ngày °C (°F)                 | −2.3 (27.9)                   | −2.3 (27.9)                   | 2.3 (36.1)                    | 9.6 (49.3)                    | 14.8 (58.6)                   | 19.2 (66.6)                   | 22.3 (72.1)                   | 21.8 (71.2)                   | 16.4 (61.5)                   | 10.0 (50.0)                   | 3.4 (38.1)                    | −0.7 (30.7)                   | 9.5 (49.1)                    |
| Tối thiểu trung bình ngày °C (°F)       | −5.1 (22.8)                   | −5.3 (22.5)                   | −1.1 (30.0)                   | 5.1 (41.2)                    | 10.0 (50.0)                   | 14.5 (58.1)                   | 17.1 (62.8)                   | 16.5 (61.7)                   | 11.8 (53.2)                   | 6.3 (43.3)                    | 0.5 (32.9)                    | −3.5 (25.7)                   | 5.6 (42.1)                    |
| Thấp kỉ lục °C (°F)                     | −27.7 (−17.9)                 | −28.3 (−18.9)                 | −19.4 (−2.9)                  | −10.7 (12.7)                  | −2.3 (27.9)                   | 3.1 (37.6)                    | 8.5 (47.3)                    | 6.0 (42.8)                    | −3.5 (25.7)                   | −12.0 (10.4)                  | −19.9 (−3.8)                  | −24.3 (−11.7)                 | −28.3 (−18.9)                 |
| Lượng Giáng thủy trung bình mm (inches) | 29 (1.1)                      | 28 (1.1)                      | 35 (1.4)                      | 45 (1.8)                      | 66 (2.6)                      | 83 (3.3)                      | 58 (2.3)                      | 43 (1.7)                      | 47 (1.9)                      | 49 (1.9)                      | 46 (1.8)                      | 33 (1.3)                      | 562 (22.1)                    |
| Số ngày mưa trung bình                  | 5                             | 5                             | 8                             | 13                            | 13                            | 13                            | 10                            | 8                             | 10                            | 11                            | 10                            | 7                             | 113                           |
| Số ngày tuyết rơi trung bình            | 13                            | 13                            | 9                             | 1                             | 0.3                           | 0                             | 0                             | 0                             | 0                             | 1                             | 6                             | 10                            | 53                            |
| Độ ẩm tương đối trung bình (%)          | 84                            | 82                            | 78                            | 68                            | 68                            | 66                            | 60                            | 60                            | 68                            | 77                            | 84                            | 84                            | 73                            |
| Số giờ nắng trung bình tháng            | 85.0                          | 100.0                         | 133.0                         | 183.0                         | 257.0                         | 286.0                         | 313.0                         | 290.0                         | 228.0                         | 164.0                         | 94.0                          | 69.0                          | 2.202                         |
| Nguồn 1: Pogoda.ru.net                  |                               |                               |                               |                               |                               |                               |                               |                               |                               |                               |                               |                               |                               |
| Nguồn 2: Climatebase.ru                 |                               |                               |                               |                               |                               |                               |                               |                               |                               |                               |                               |                               |                               |

## Thành phố kết nghĩa
Stavropol kết nghĩa với:
- Des Moines, Hoa Kỳ
- Béziers, Pháp
- Pazardzhik, Bulgaria
- Yerevan, Armenia
- Trấn Giang, Trung Quốc
- Thường Châu, Trung Quốc